# Finsbury Park metróállomás
A Finsbury Park a londoni metró egyik állomása a 2-es zónában, a Piccadilly line és a Victoria line érinti.

## Története
Az állomást 1906. december 15-én adták át a Great Northern & City Railway (ma Piccadilly line) részeként. 1932-ben megépült a vonal folytatása, azóta átmenő állomásként üzemel. 1968. szeptember 1-jén átadták a Victoria line állomását is.

## Forgalom
| Járat | Útvonal | Gyakoriság     |
| ----- | --- | -------------- |
|       | Cockfosters – Oakwood – Southgate – Arnos Grove – Bounds Green – Wood Green – Turnpike Lane – Manor House – Finsbury Park – Arsenal – Holloway Road – Caledonian Road – King’s Cross St. Pancras – Russell Square – Holborn – Covent Garden – Leicester Square – Piccadilly Circus – Green Park – Hyde Park Corner – Knightsbridge – South Kensington – Gloucester Road – Earl’s Court – Barons Court – Hammersmith – Turnham Green – Acton Town (– tovább Uxbridge, Heathrow felé) | 2-3 percenként |
|       | Walthamstow Central – Blackhorse Road – Tottenham Hale – Seven Sisters – Finsbury Park – Highbury & Islington – King’s Cross St. Pancras – Euston – Warren Street – Oxford Circus – Green Park – Victoria – Pimlico – Vauxhall – Stockwell – Brixton | 2-3 percenként |

## Átszállási kapcsolatok
| Állomás       | Átszállási kapcsolatok                                                          |
| ------------- | ------------------------------------------------------------------------------- |
| Finsbury Park | National Rail (Finsbury Park vasútállomás) Helyi buszok (Finsbury Park Station) |

## Fordítás
- Ez a szócikk részben vagy egészben  a   Finsbury Park station című angol Wikipédia-szócikk fordításán alapul.  Az eredeti cikk szerkesztőit annak laptörténete sorolja fel. Ez a jelzés csupán a megfogalmazás eredetét és a szerzői jogokat jelzi, nem szolgál a cikkben szereplő információk forrásmegjelöléseként.